# Суми
Суми (укр. Суми, рус. Сумы) град је у североисточној Украјини и средиште Сумске области. Суми се налази на реци Псел, недалеко од границе са Русијом. Према процени из 2025. у граду је живело 268.409 становника.

## Историја
Град је основан 1652. године. Често је био мета напада од стране Кримских Татара. Од краја 18. века постаје важан трговачки центар.
За време немачке окупације (1941—1943) Суми је био тешко погођен. Уништени делови града су обновљени после Другог светског рата.

## Становништво
Према процени, у граду је 2012. живело 269.663 становника.
| 1979.   | 1989.   | 2001.   | 2012.   |
| ------- | ------- | ------- | ------- |
| 228.174 | 291.264 | 293.141 | 269.663 |

Становништво чине углавном Украјинци. Осим већинског Украјинског становништва у граду живе и Руси и Јевреји.
Национални састав:
- 1897. година - 27.564 становника, 70,53% Украјинци, 24,1% Руси, 2,6% Јевреји, 2,67% остали[тражи се извор]
- 1926. година - 44.000 становника, 80,7% Украјинци, 11,8% Руси, 5,5% Јевреји, 2% остали[тражи се извор]
- 1959. година - 98.000 становника, 79% Украјинци, 20% Руси, 1% остали[тражи се извор]

## Градови побратими
- Враца
- Целе
- Лублин
- Гожов Вјелкополски
- Замостја
- Курск
- Белгород
- Северодвинск

## Познате особе
- Олег Гусев - Украјински фудбалер
- Виктор Јушченко - Украјински политичар и трећи председник Украјине